# Gruckhån, Dalarna
Gruckhån är en sjö i Malung-Sälens kommun i Dalarna och ingår i Dalälvens huvudavrinningsområde. Sjön har en area på 0,0999 kvadratkilometer och ligger 352,3 meter över havet. Sjön avvattnas av vattendraget Gruckån.

## Delavrinningsområde
Gruckhån ingår i det delavrinningsområde (672230-140053) som SMHI kallar för Ovan 672064-140263. Medelhöjden är 384 meter över havet och ytan är 13,94 kvadratkilometer. Det finns inga avrinningsområden uppströms utan avrinningsområdet är högsta punkten. Gruckån som avvattnar avrinningsområdet har biflödesordning 3, vilket innebär att vattnet flödar genom totalt 3 vattendrag innan det når havet efter 345 kilometer. Avrinningsområdet består mestadels av skog (61 procent) och sankmarker (24 procent). Avrinningsområdet har 0,1 kvadratkilometer vattenytor vilket ger det en sjöprocent på 0,7 procent.